# 佩泰耶韦西老教堂
佩泰耶韦西老教堂（芬蘭語：Petäjäveden vanha kirkko）是位于芬兰佩泰耶韦西市镇的一座建于1763-1765年之间的木质教堂，毗邻教堂的钟楼则建于1821年。这座信义宗的教堂糅合了文艺复兴的教堂风格和源于哥特式建筑的交叉拱，建筑优美，是北欧地区木质教堂的代表。在1994年被聯合國教科文組織列入世界文化遺產名錄。

## 设计与建造
佩泰耶韦西老教堂原是耶姆赛教区下属佩泰耶韦西区域的礼拜堂。1728年因前往耶姆赛路途遥远（约六十余公里），佩泰耶韦西的居民获准可自费在当地建造一片墓地和一座小型乡村教堂，但实际设计和动工已经是三十余年后了。教堂建在耶姆赛和佩泰耶韦西湖邻接处的一个半岛上，这便于信徒在平时乘船到达教堂，冬季他们也可沿着冰面前来，当时此处并无大的居民点，但后来佩泰耶韦西发展起来，现在市中心就在教堂东北一公里处。
这座教堂由当地著名的木匠亚科·克莱梅廷波伊卡·莱佩宁设计和建造，他计划建造一座从上方看去如同希腊十字形状（臂长相等的十字）的教堂，十字的两臂（即教堂的南北长度与东西长度）均为十七米，宽七米。十字上方的屋顶由红松木搭建。1761年初，他完成了计划，送交斯德哥尔摩批准。1763年教堂开工建设，1765年完工，但直到1778年才举行了教堂祝圣仪式。

## 改建与重新发现
1821年教堂的两扇窗子被扩大。圣器收藏室也从教堂的北面移到了东面。设计者的孙子埃尔基·莱佩宁（Erkki Leppänen）在教堂的西侧建造了同为松木结构的钟楼，钟楼和教堂之间用窄廊连接。1867年佩泰耶韦西成为独立的教区，1879年位于市区的新教堂落成，老教堂即不再使用，只有其钟楼和墓地仍在发挥作用。
1920年代奥地利艺术史家约瑟夫·斯特泽高斯基发现了佩泰耶韦西老教堂的建筑和艺术重要性，这座教堂才重新为人所重视。1953年重修了屋顶。1980年代和1990年代在芬兰国家文物委员会和芬兰教堂资金的组织下，主要对教堂屋顶和框架进行了重修。
如今的佩泰耶韦西老教堂可供游人参观，夏季是受人欢迎的举办婚礼的场所，大多数周日也会举办宗教仪式。

## 内部装饰
佩泰耶韦西老教堂长达五十年的闲置客观上起到了保护原貌的作用，使它至今仍保持了原有的风貌和内部装饰。图片中用短木栏围住的地方是祭坛，后方是描绘最后的晚餐场景的绘画。面对图片，祭坛左侧是讲道台，讲道台下方的支撑木雕是1779年来自耶姆赛的艺术家泰姆林建造的圣克里斯托佛的木雕像，泰姆林还进行了讲道台的彩绘工作，这些均可在图片中见到。祭坛的另一侧是唱诗班所站的地方，教堂中还挂有1843年C.F.布鲁姆所画的摩西和马丁·路德画像。

## 登錄世界遺產
1994年，聯合國教科文組織將佩泰耶韋西老教堂提名為世界文化遺產，編號第584號，認為其滿足以下一個獲選條件：
1. 佩泰耶韋西老教堂是北歐木製教堂建築傳統的傑出典範。（文化遺產標準四）；

## 圖片

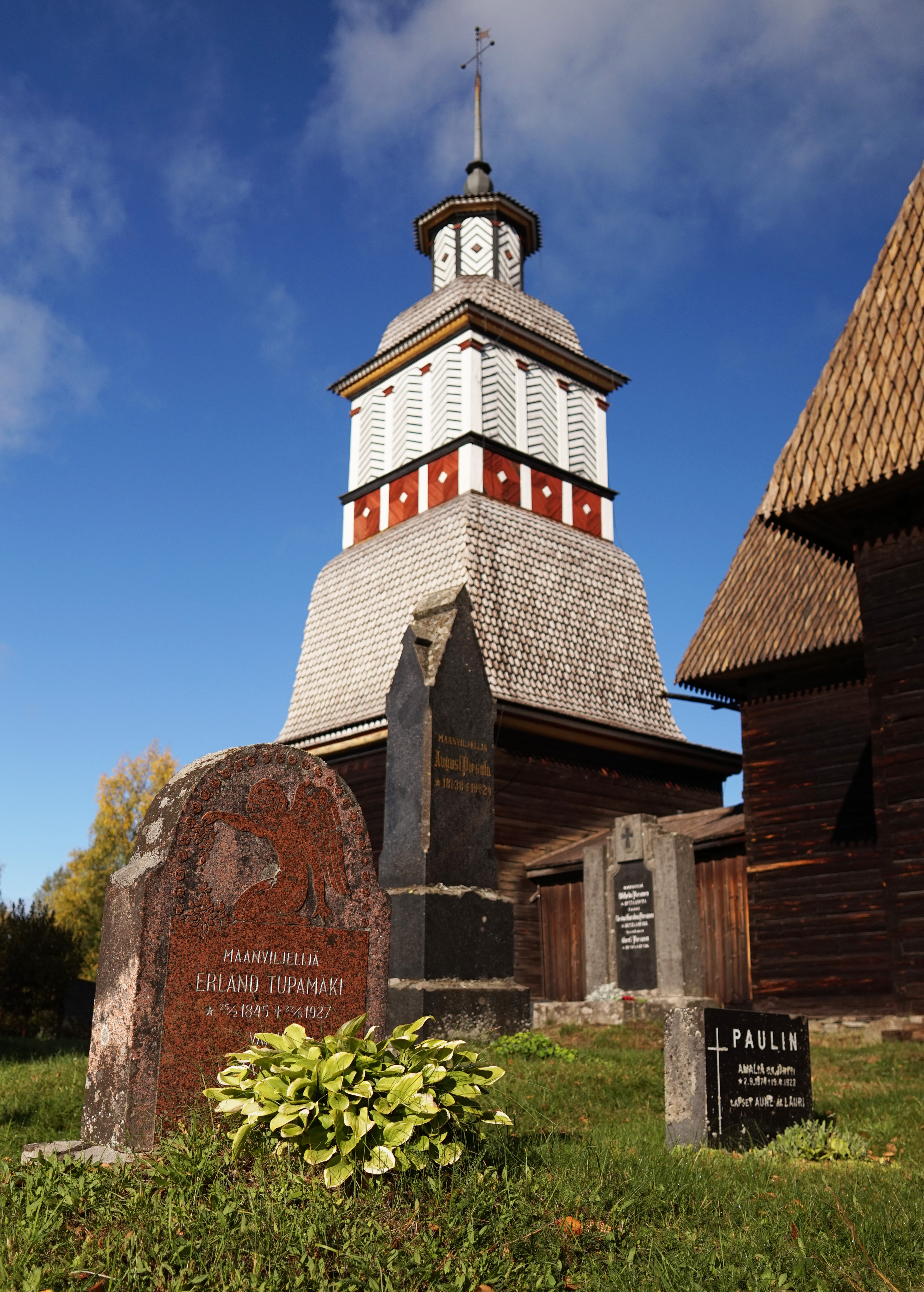
佩泰耶韦西老教堂的墓碑與塔樓
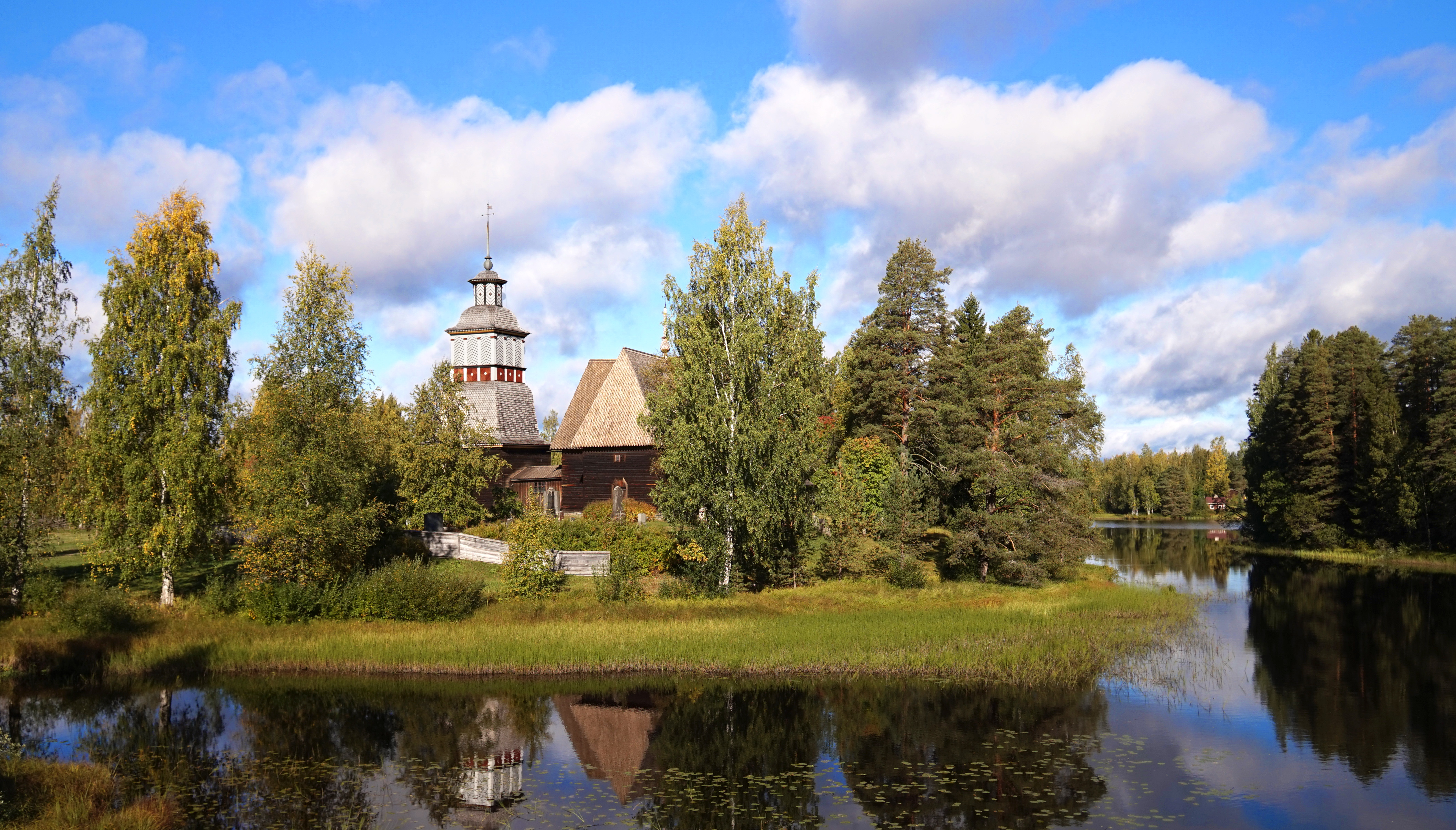
遠望佩泰耶韦西老教堂
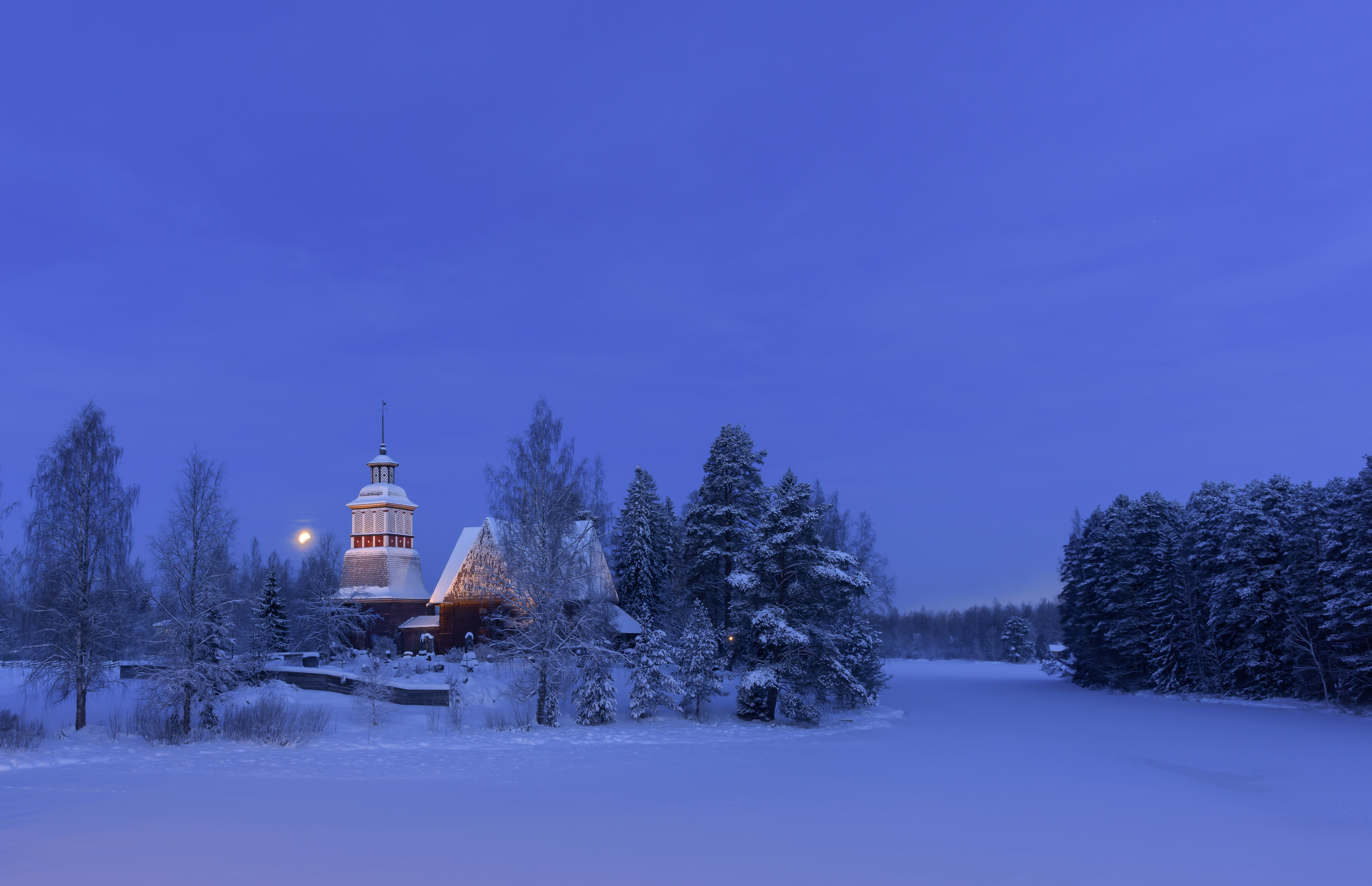
冬季的老教堂
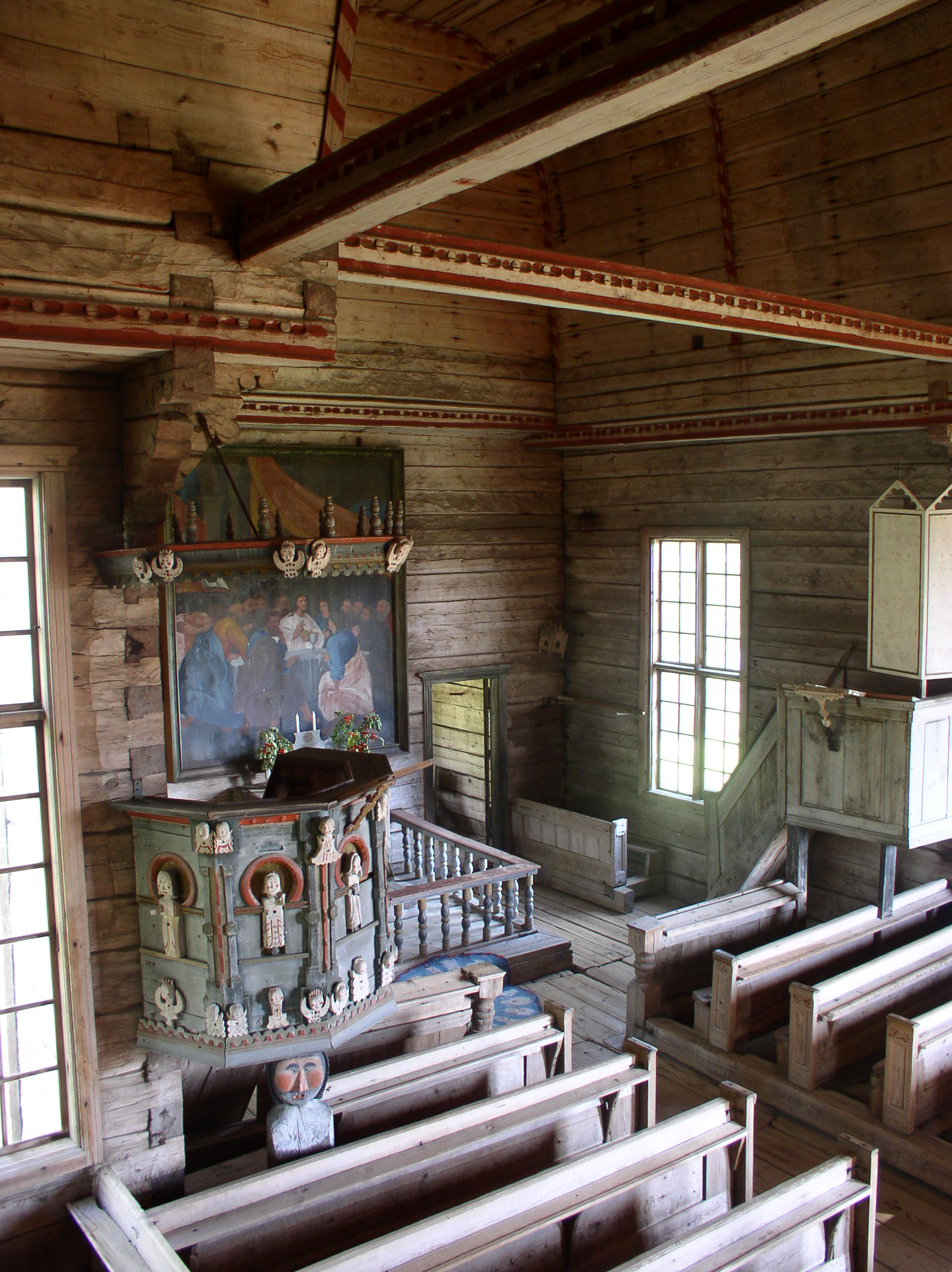
佩泰耶韦西老教堂的内部
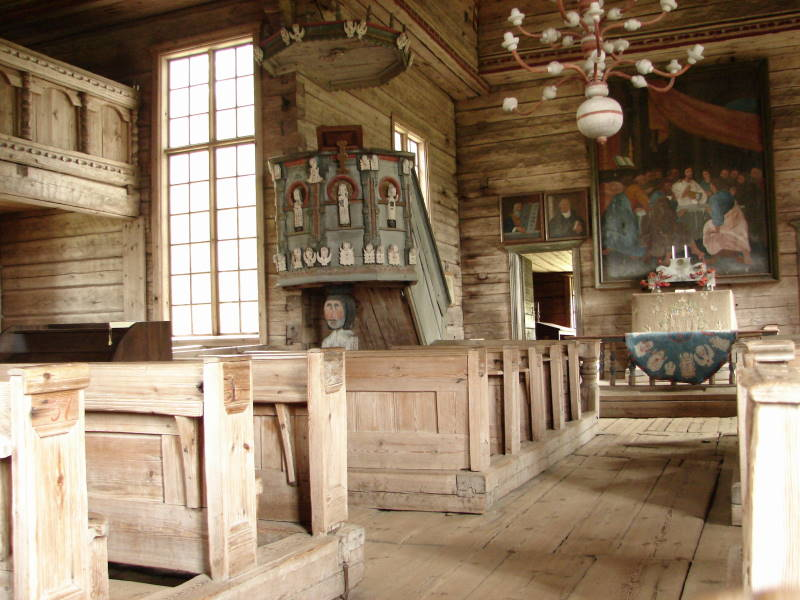